# 2523 Ryba
2523 Ryba је астероид главног астероидног појаса. Приближан пречник астероида је 19,4 ,
а средња удаљеност астероида од Сунца износи 3,017 астрономских јединица (АЈ).
Инклинација (нагиб) орбите у односу на раван еклиптике је 8,895 степени, а орбитални период износи 1914,138 дана (5,240 година). Ексцентрицитет орбите астероида износи 0,041.
Апсолутна магнитуда астероида износи 11,5 а геометријски албедо 0,118.
Астероид је откривен 6. августа 1980. године.